# Tormestorp
Tormestorp är en tätort i Hässleholms kommun i Skåne län, belägen på Göingeåsens sydvästsida, omkring fem kilometer söder om Hässleholm.

## Befolkningsutveckling
| Befolkningsutvecklingen i Tormestorp 1960–2020 | Befolkningsutvecklingen i Tormestorp 1960–2020 | Befolkningsutvecklingen i Tormestorp 1960–2020 | Befolkningsutvecklingen i Tormestorp 1960–2020 | Befolkningsutvecklingen i Tormestorp 1960–2020 |
| ---------------------------------------------- | ---------------------------------------------- | ---------------------------------------------- | ---------------------------------------------- | ---------------------------------------------- |
|                                                |                                                |                                                |                                                |                                                |
| År                                             |                                                |                                                | Folkmängd                                      | Areal (ha)                                     |
| 1960                                           | 1960                                           |                                                | 435                                            |                                                |
| 1965                                           | 1965                                           |                                                | 518                                            |                                                |
| 1970                                           | 1970                                           |                                                | 623                                            |                                                |
| 1975                                           | 1975                                           |                                                | 843                                            |                                                |
| 1980                                           | 1980                                           |                                                | 903                                            |                                                |
| 1990                                           | 1990                                           |                                                | 996                                            | 109                                            |
| 1995                                           | 1995                                           |                                                | 1 032                                          | 104                                            |
| 2000                                           | 2000                                           |                                                | 1 038                                          | 104                                            |
| 2005                                           | 2005                                           |                                                | 1 044                                          | 101                                            |
| 2010                                           | 2010                                           |                                                | 1 050                                          | 103                                            |
| 2015                                           | 2015                                           |                                                | 1 043                                          | 125                                            |
| 2020                                           | 2020                                           |                                                | 1 051                                          | 125                                            |
|                                                |                                                |                                                |                                                |                                                |